# Kałów

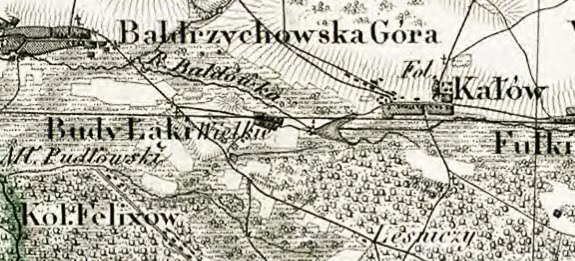
Mapa wsi Kałów z 1839 r.

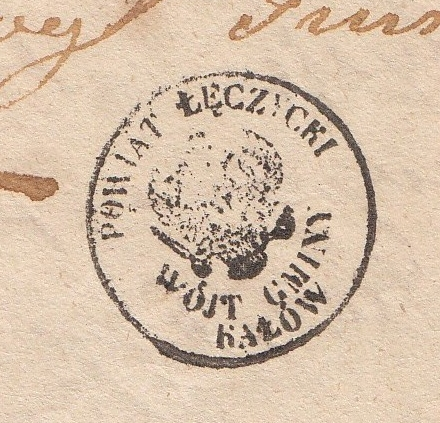
Pieczątka Wójta Gminy Kałów z 1831 r.

Kałów – wieś w Polsce, dawne miasto, położona w województwie łódzkim, w powiecie poddębickim, w gminie Poddębice.
Kałów uzyskał lokację miejską przed 1500 rokiem, zdegradowany przed 1765 rokiem.
W 2011 roku zamieszkiwało tu 162 mieszkańców w 53 domach. Do dziś zachowały się stare nazwy części pól i lasów Kałowa takie jak: Kontrrewers, Nowiny, Gęsie Jaja, Golaźnia, Góra Niemiecka, Poduchowne, Poklasztorne, Pofolwarczne i Glinianki.
Miejscowość znajduje się nad rzeczką Bełdówką, dopływem Neru, w odległości 7 km na południowy wschód od Poddębic, 25 km na zachód od Łodzi, 6 km od wsi w kierunku zachodnim przebiega magistrala kolejowa łącząca Gdynię ze Śląskiem, 16 km na północ od wsi znajduje się węzeł drogowy Wartkowice ze zjazdem na autostradę A2 łączącą Warszawę z Poznaniem. W Kałowie krzyżują się drogi powiatowe 3709E (Poddębice – Ciężków – Kałów – Puczniew – Kazimierz – Konstantynów – Łódź) i 3707E (Poddębice – Kałów – Złotniki – Aleksandrów Łódzki – Łódź). Przebiega tu również drugi odcinek szlaku turystycznego po ziemi poddębickiej.
Przy wsi znajdują się od strony południowej i północnej kompleksy lasów prywatnych z przewagą sosny o pow. około 1000 ha. Jak podają źródła, już w 1814 roku las był własnością poszczególnych mieszkańców wsi Kałów; była to zwykle szlachta zagrodowa. Kompleks ten graniczy z kompleksem lasów państwowych leśnictwa Mianów, w którym znajduje się rezerwat leśny torfowiskowy o pow. 5,87 ha. Torfowiska z rozległymi łąkami znajdują się również w dolinie rzeki Bełdówki. Tereny na południe od wsi wraz z doliną rzeki Bełdówki, bagnami i lasem leżą w obrębie „Puczniewsko-Grotnickiego Obszaru Chronionego Krajobrazu”.

## Historia
Pierwsza wzmianka pisana o wsi pojawia się w 1387 roku. Była to własność szlachecka rodu Kałowskich, z którego wywodzi się Jarosław Kałowski herbu Nagodzice, łowczy sieradzki w latach 1453–1465. Prawa miejskie Kałów uzyskał przed rokiem 1592. Dziesięciny ze wsi i łanów miejskich dawano kolegiacie łęczyckiej, a plebanowi tylko kolędę i meszne po 2 korce żyta z łanu. Natomiast Kałowski płacił podatki od 3 i 1/2 łanu, 2 zagrodników, 2 rzemieślników po 2 grosze, z połowy młyna 12 groszy; od karczmy, wyszynku i wyrobu wódki nie płacił podatków. Prócz tego za 3 łany płacili kmiecie w 2 działach, 1 zagrodnik, pół młyna. Była to jednak lokacja nieudana – zapewne ze względu na położenie z dala od szlaków handlowych, wśród lasów i bagien. Przebiegał tu z południa na północ tzw. Trakt Łęczycki łączący ówczesne stolice powiatów Szadkowskiego i Łęczyckiego; jak i również najkrótsza droga łącząca dawne stolice województw a później guberni Warszawskiej i Kaliskiej. Położony w pobliżu bardziej prężnych miast nad Nerem: Poddębic, Lutomierska i Kazimierza – kilka wieków wegetował. Mieszczanie trudnili się głównie rolnictwem, nieliczni dodatkowo rzemiosłem. Znaczna liczba Żydów trudniła się handlem. W roku 1673 Kałów liczył 71 dorosłych mieszkańców wraz ze szlachtą we dworze. Z rzemieślników byli tu: płóciennik, kowal i młynarz. Ze wzmianki z 1765 r. wiadomo, że był tu nawet ratusz, który już wtedy nie spełniał swych funkcji, a poza ludnością chrześcijańską w Kałowie było 69 Żydów, mieszkających w 9 domach, 4 rodziny zajmowały izby w dawnym ratuszu, gdzie także mieściła się karczma. Wśród ludności żydowskiej byli: mydlarz, 2 złotników, krawiec i karczmarz. W 1775 r. Kałów miał tylko 35 gospodarstw wiejskich i 244 mieszkańców- należał do Sulimierskich. W latach 1793–1806 Kałów znalazł się w zaborze pruskim, natomiast w latach 1807-1815 w granicach Księstwa Warszawskiego; od 1815 roku wchodził w skład Królestwa Polskiego. W 1827 roku było tu 20 domów, które zamieszkiwało 153 mieszkańców.
Nie ustalono, w którym roku Kałów utracił prawa miejskie. Prawdopodobnie na początku XIX wieku, gdy mieszkańcy masowo przemieszczali się do pobliskiej Łodzi w związku z jej przemysłowym rozwojem. Do 1834 roku istniał również folwark, który miał 620 mórg. Podczas parcelacji folwarku dokonano również podziału lasu, który był wspólnotą dziedzica z Puczniewa i Kałowa. Kałowianie otrzymali wtedy dodatek lasu tak zwany „Kontrrewers” od dziedzica Puczniewa, jako rozrachunek za zaległe długi – jeszcze innym kawałku lasu. Jak podają źródła, „w czasie tego regulowania majątek Puczniew oszukał Kałowian, a sam geometra po podziale opowiadał, że Puczniew dostał krowę a Kałów ogon od tej krowy.” Radość dziedzica z Puczniewa nie trwała jednak długo ponieważ w 1945 roku jego las upaństwowiono, a las Kałowian do dziś stanowi ich prywatną własność. Od 1830 roku do 1863 Kałów był pod administracją polsko-rosyjską. Natomiast w latach 1863-1914 pod zaborem rosyjskim. Dnia 19 sierpnia 1863 r. na polach graniczących z polami wsi Fułki doszło do potyczki jazdy powstańczej dowodzonej przez Parczewskiego z oddziałem Kozaków pod dowództwem rtm. Waliaminowa-Zernowa. Parczewski po stracie 5 rannych cofnął się spod Fułek w stronę województwa kaliskiego. Po tej potyczce wojenny naczelnik łęczyckiego powiatu nałożył na Ciesielskiego właściciela majątku Panaszew gm. Kałów oraz Adama Bajkowskiego właściciela majątku Ciężków karę grzywny po 25 rubli za ukrywanie rannych powstańców w sierpniu 1863 r. Bajkowski Adam ponownie został ukarany w roku 1864 grzywną 300 rubli srebrem za niezatrzymanie 4 powstańców, którzy do niego przybyli i za udzielenie im schronienia. Końcową karą była parcelacja ich majątków. Za to samo został ukarany gospodarz pobliskiej wsi Wilczyca Józef Szwajkowski, grzywną 30 rubli, to jest pełną sumą w tym czasie rocznego dochodu z posiadanego gospodarstwa. W latach 1914–1918 Kałów znajdował się pod okupacją niemiecką. Od 1918 roku do września 1939 był w granicach Polski. A w listopadzie 1939 roku został włączony do Rzeszy Niemieckiej.
W latach 1959–1972 był siedzibą gromady Kałów. W latach 1975–1998 miejscowość położona była w województwie sieradzkim. W 1976 roku kręcono tu kilka ujęć w naturalnym plenerze do polskiego obyczajowego serialu telewizyjnego „Daleko od szosy”. Co roku (27 lipca) przez Kałów przechodzi do Częstochowy Piesza Pielgrzymka Diecezji Bydgoskiej.

## Zabytki

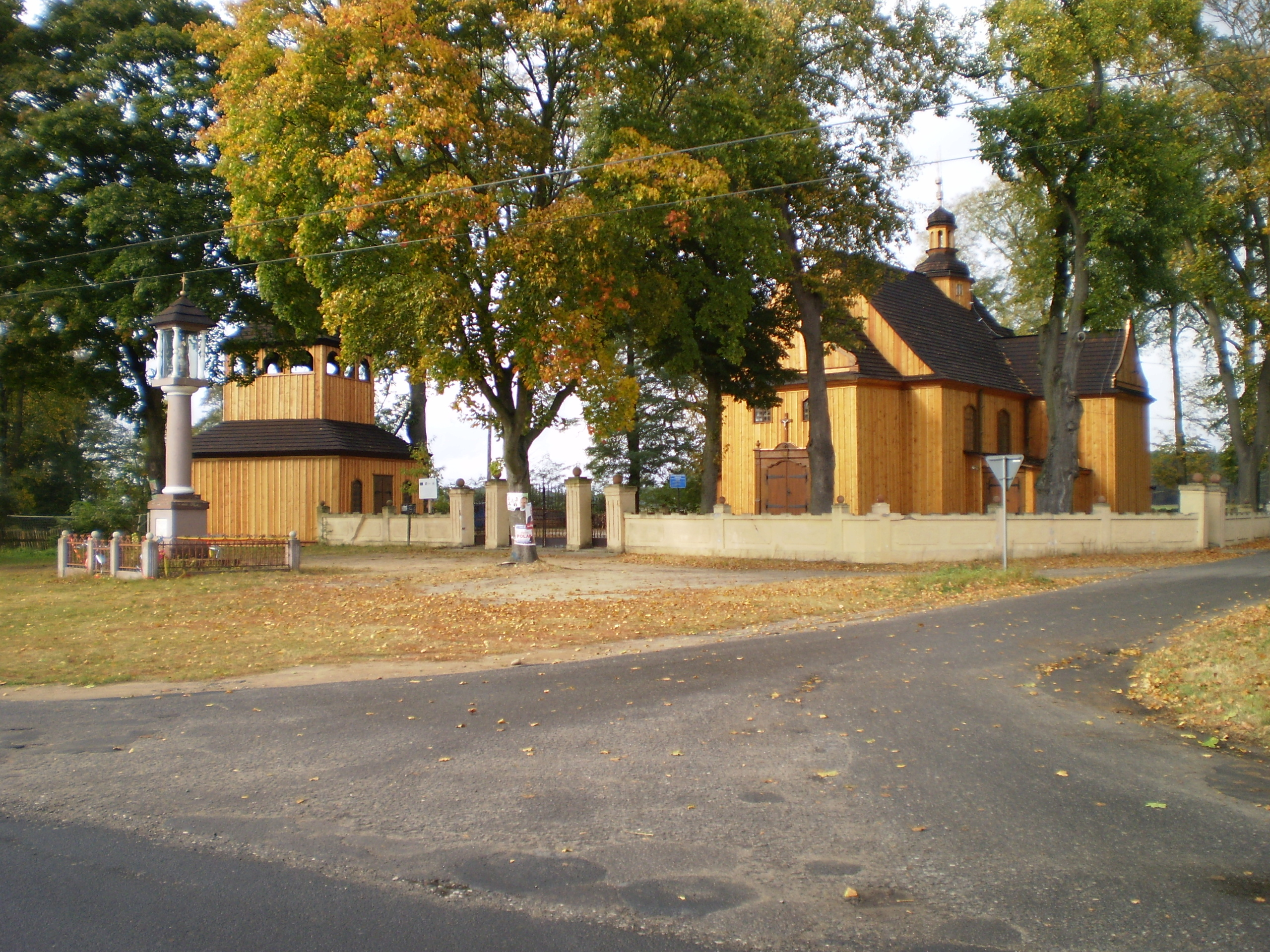
Kościół po renowacji – październik 2011 r.

Kościół św. Mikołaja Biskupa został wzniesiony w 1786 r. na miejscu poprzedniego, bowiem parafia istniała już w 1393 r. Fundatorami świątyni byli ówcześni właściciele posiadłości – bracia Sulimierscy, którzy na ten cel zaciągnęli pożyczkę, której później nie byli w stanie spłacić. W 1839 r. komornik doprowadził do licytacji dóbr Sulimierskich, do której przystąpiło 17 uczestników pochodzących ze zubożałej szlachty, którzy to wylicytowali Kałów wraz z kościołem i całym inwentarzem ruchomym. Do dziś zachowały się tylko dwa nazwiska uczestników tej licytacji. Są to Wawrzyniak i Wilmański.
Poddano go gruntownej odnowie w 1869 r., a w 1912 powiększono. W 1974 roku został pomalowany na zewnątrz. Natomiast w 2011 roku poddano kościół i dzwonnice pełnej renowacji m.in. powrócono do dachu pokrytego gontem.

Jest to kościół drewniany, konstrukcji zrębowej, oszalowany. Zbudowany na planie krzyża. Wewnątrz dwie pary słupów oddzielają dwie wąskie boczne nawy i podtrzymują kolebkowe sklepienie pozorne. Wystrój wnętrza barokowy. Organy rokokowe z figurami aniołów grających na trąbach. Z wyposażenia ruchomego warto wymienić wieżyczkową monstrancję z 1620 r., ufundowaną przez Macieja Mianowskiego. Drugą monstrancję, zwykłą, prostą, która po II wojnie wróciła do parafii dzięki napisowi na krzyżu „1899 r. Ofiara Piotra i Marianny małżonków Kubickich z wsi Pustkowie, parafii Kałów”. Krzyż na ołtarz soborowy z roku 1742. Sześć lichtarzy posrebrzanych. Chrzcielnica-drewno, snycerka, polichromia, rokoko 1800 rok, 310 cm.
Dzwonnica z końca XVIII w., konstrukcji słupowej, oszalowana, o dwóch kondygnacjach, nakryta czterospadowym dachem.
Przed kościołem kapliczka słupowa z rzeźbą św. Floriana z końca XVIII w. Kapliczkę ustawiono w 1838 r. jako wotum kosztem Tomasza i Antoniny Patorów z domu Wilmańska.

## Urodzeni w Kałowie
- Roman Morawski – podporucznik Wojska Polskiego. Dowódca plutonu 1107 (pluton dowodzenia) I dywizjonu 7 pułku Ułanów Lubelskich AK „Jeleń”, uczestnik powstania warszawskiego.